# Vièlanava (Arieja)
Vièlanava (en francès Villeneuve) és un municipi francès, situat a la regió d'Occitània, departament de l'Arieja.